# Comté de Chariton
Le comté de Chariton (Chariton County) est un comté du Missouri aux États-Unis. Le siège du comté se situe à Keytesville. Le comté fut créé en 1820 et nommé en référence à la rivière Chariton River.  Au recensement de 2000, la population était constituée de 8.438 individus.  

## Démographie
Au recensement de 2000, la population était constituée de 8438 individus, sur une surface de 1990 km² dont 32 km² d'eau. La superficie habitable est donc de 1958 km². La densité est de 4,3 hab./km².

## Géographie
Selon le bureau du recensement des États-Unis, le comté totalise une surface 1.990 km² dont 32 km² d’eau. 

### Comtés voisins
- Comté de Linn (Missouri)  (nord)
- Comté de Macon (Missouri)  (nord-est)
- Comté de Randolph (Missouri)  (est)
- Comté de Howard (Missouri)  (sud-est)
- Comté de Saline (Missouri)  (sud-ouest)
- Comté de Carroll (Missouri)  (ouest)
- Comté de Livingston (Missouri)  (nord-ouest)

### Routes principales
- U.S. Route 24
- Missouri Route 5
- Missouri Route 11
- Missouri Route 129
- Missouri Route 139

## Démographie
Selon le recensement de 2000, sur les 8 438 habitants, on retrouvait 3 469 ménages et 2 345 familles dans le comté. La densité de population était de 4 habitants par km² et la densité d’habitations (4 250 au total)  était de deux habitations par km². La population était composée de 95,99 % de blancs, de 3,19 %  d’afro-américains, de 0,17 % d’amérindiens et de 0,13 % d’asiatiques.
28,40 % des ménages avaient des enfants de moins de 18 ans, 58,3 % étaient des couples mariés. 23,7 % de la population avait moins de 18 ans, 6,5 % entre 18 et 24 ans, 23,7 % entre 25 et 44 ans, 23,8 % entre 45 et 64 ans et 22,3 % au-dessus de 65 ans. L’âge moyen était de 42 ans. La proportion de femmes était de 100 pour 91,9 hommes.
Le revenu moyen d’un ménage était de 32.285 dollars.

## Villes et cités
| - Brunswick - Bynumville - Dalton | - Forest Green - Keytesville - Marceline | - Mendon - Prairie Hill - Rothville | - Salisbury - Snyder - Sumner | - Triplett |  |